# Totrodrou
 Totrodrou è una città e sottoprefettura della Costa d'Avorio appartenente al dipartimento di Kouibly. Conta una popolazione di 13 403 abitanti (censimento 2014).